# Всеволожский, Иван Микулич
Иван Микулич Всеволожский — сын боярский, постельничий, посол и воевода во времена правления  Ивана III Васильевича и Василия III Ивановича.
Из дворянского рода Всеволожские. Единственный сын Микулы Гавриловича Всеволожского по прозванию Ярой.
В Российской родословной книге П.В. Долгорукова не упомянут, а записан в поколенной росписи родословной книги из собрания М.А. Оболенского и родословной книге М.Г. Спиридова.

## Биография
В 1492 и 1495 годах был при государевой постели в Новгородских походах. В феврале 1500 года на свадьбе дочери великого князя Ивана III Васильевича — княжны Софьи Ивановны и князя Василия Даниловича Холмского семьдесят четвёртый в свадебном поезде. В апреле 1514 года и в 1515 году послан послом в Данию, где утвердил прежние договора, а также иные договора согласовал и подписал. В 1519 году второй воевода в Волоколамске. В 1522 году послан из Коломны в Рязань первым воеводою войск против крымцев.

## Семья
От брака с неизвестной имел детей:
- Всеволожский Иван Иванович — отъехал в Литву и оттуда не возвращался.
- Всеволожский Андрей Иванович — в 1565 году годовал вторым воеводой в Василь-городе, в 1571 году годовал первым воеводою в Нижнем Новгороде, в 1573 году голова ночных сторожей в государевом стане в походах к Новгороду и на Лифляндию.